# Чайлд, Пол
Пол Чайлд (англ. Paul Child; род. 8 декабря 1952, Бирмингем, Уорикшир) — английский и американский футболист, футбольный тренер. Выступал на позиции нападающего, сыграл девять сезонов в Североамериканской футбольной лиге. Лучший бомбардир САФЛ в сезоне 1974, дважды включался в команду «Всех звёзд». Сыграл два матча за сборную США в 1973 году. Включён в «Национальный Футбольный Зал славы».

## Клубная карьера

### Англия
В 1966 году Чайлд подписал контракт с английским клубом из первого дивизиона, «Астон Виллой», когда ему исполнилось четырнадцать лет. Он оставался с клубом в течение следующих шести сезонов, но никогда не играл в первой команде. В 1972 году девятнадцатилетний Чайлд был отдан в аренду в «Атланта Чифс» из Североамериканской футбольной лиги.

### Соединенные Штаты
Когда Чайлд прибыл в Атланту в 1972 году, он сразу зарекомендовал себя на поле: забил восемь голов в двенадцати играх и стал членом команды «Всех Звёзд». Чифс выкупили контракт Чайлда у «Астон Виллы». В 1973 году команда стала называться «Атланта Аполлос». В 1974 году Аполлос продали Чайлда в «Сан-Хосе Эртквейкс», где он возглавил, а впоследствии и выиграл гонку бомбардиров с пятнадцатью голами и шестью передачами. В 1975 году NASL провела турнир по шоуболу в течение 1974—1975 сезона. Эртквейкс выиграли титул, и Чайлд по итоговым баллам получил награду MVP с семью голами в четырёх играх. Он был выбран в качестве игрока команды «Всех Звёзд» во второй раз в этом году. Чайлд остался с Эртквейкс до 1980 года, когда команда продала его контракт «Мемфис Рогс». Он забил двенадцать голов в этом году. «Рогс» переехали в межсезонье в Калгари, Канада, но Чайлд не поехал с командой. Вместо этого он вернулся в команду, с которой он начал свою карьеру в NASL, «Атланта Чифс». 1981 год был последним для Чайлда в лиге, которая уже была в упадке к этому времени. Он забил тринадцать голов, после чего покинул лигу, чтобы посвятить свою карьеру шоуболу. В 1983 году Чайлд вернулся к классическому футболу с «Каролина Лайтнинг» в Американской футбольной лиге (ASL) Лайтнинг под руководством Родни Марша прошёл в полуфинал кубка в том году. В 1981 году Чайлд подписал контракт с «Питтсбург Спирит» из MISL. Он был результативным бомбардиром в течение первых трёх лет работы в команде, забив 140 голов в 133 играх. В 1986 году «Спирит» был расформирован, и Чайлд перешёл в «Балтимор Бласт» на один сезон. Затем он присоединился на правах свободного агента к «Лос-Анджелес Лейзерс» на 1987—1988 года. Чайлд позже играл за любительскую команду «Питтсбург Бедлинг».

## Национальная сборная
Чайлд сыграл два матча за сборную США в 1973 году, несмотря на отсутствие у него гражданства США. Его первым матчем стала победа над Канадой со счётом 2:0, 5 августа 1973 года. Он сыграл ещё один матч через семь дней, он закончился победой со счётом 1:0 над Польшей. Он вышел в стартовом составе, а затем был заменён на Кайла Роута (младшего).

## Тренерская карьера
В 1995 году Чайлд стал главным тренером «Детройт Сафари» из CISL. Он тренировал команду вплоть до её расформирования в конце 1997 года. 5 октября 1998 года «Питтсбург Риверхаундс» наняли Чайлда в качестве директора команды по развитию молодёжи. Месяц спустя он был назначен помощником главного тренера команды. После того, как «Риверхаундс» уволили тренера Джона Ковальски в 2001 году, Чайлд был исполняющим обязанности тренера до найма Кай Хааскиви. Чайлд был уволен в 2002 году, но снова был нанят в качестве помощника тренера 15 декабря 2005 года.
В настоящее время является тренером молодёжной команды, состоящей из беженцев, «BW Юнайтед», в пригороде Питтсбурга.

## После футбольной карьеры
Помимо работы с «Риверхаундс», Чайлд является менеджером проекта продажи столярных изделий в районе Питсбурга.
В 2003 году Чайлд был введён в Национальный Футбольный Зал славы.

## Награды
- Лучший бомбардир NASL: 1974
- Команда «Всех Звёзд» NASL: 1972, 1974
- MVP NASL по мини-футболу: 1975
- Лучший бомбардир NASL по мини-футболу: 1975